# Lesotho Mounted Police Service FC
Der Lesotho Mounted Police Service FC ist ein Fußballverein aus Maseru, Lesotho.
Der Verein spielt in der Lesotho Premier League (Stand 2015/2016). 1972 konnte er bisher seine einzige Meisterschaft gewinnen. Zwischenzeitlich musste der Verein in die Lesotho Second Division absteigen. Erst Anfang der 2000er Jahre ging es mit dem Verein wieder aufwärts. 2008 und 2009 gewann er den nationalen Pokal. Durch die Erfolge qualifizierte er sich für die afrikanischen Wettbewerbe, schied aber jeweils in der ersten Spielrunde aus. Der Betreiber des Vereins ist der Lesotho Mounted Police Service. Der Vereinsname wechselte in der Vergangenheit in Abhängigkeit von der Bezeichnung der Polizei Lesothos. So trat er zeitweise als Royal Lesotho Mounted Police (RLMP) an.

## Erfolge
- Lesothischer Meister: 1972
- Lesothischer Pokalsieger: 2008, 2009

## Statistik in den CAF-Wettbewerben
| Wettbewerb                          | Runde    | Gegner     | Hinspiel | Rückspiel |  |
| ----------------------------------- | -------- | ---------- | -------- | --------- |  |
|                                     |          |            |          |           |  |
| African Cup of Champions Clubs 1973 | 1. Runde | AS Fortior | 1:5 (A)  | 2:1 (H)   |  |